# 篠田幸希
篠田　幸希（しのだ こうき、1999年3月11日 - ）は、群馬県出身の競輪選手。日本競輪選手会群馬支部所属。ホームバンクは前橋競輪場。日本競輪選手養成所（以下、養成所）123期生。師匠は北村貴幸（71期）。

## 来歴
群馬県渋川市出身。
小学校では陸上、中学時代は剣道・駅伝に打ち込む。中学2年生の時に赤城山ヒルクライムの大会に出るために練習を始めたのがきっかけで、自転車競技を始める。
群馬県立前橋工業高等学校時代は短距離と長距離がメインだったが、日本体育大学4年生の時に短距離に絞り競輪選手を目指すようになった。
2021年1月14日、養成所第121回選手候補生入所試験に技能試験で合格したが、養成所はその1期後となる123期生として卒業。
2023年6月1日、福井競輪場で行われた『ルーキーシリーズ2023』でデビュー、デビュー戦で初勝利。初優勝は同年7月31日、函館FII（ナイター）。
2024年3月10日、ルーキーチャンピオンレースで優勝。同年5月に特昇でS級2班に昇格。